# Булпан (Белуно)
Булпан (итал. Bulpan) је насеље у Италији у округу Белуно, региону Венето.
Према процени из 2011. у насељу је живело 14 становника. Насеље се налази на надморској висини од 646 м.